# Día Internacional para la Tolerancia

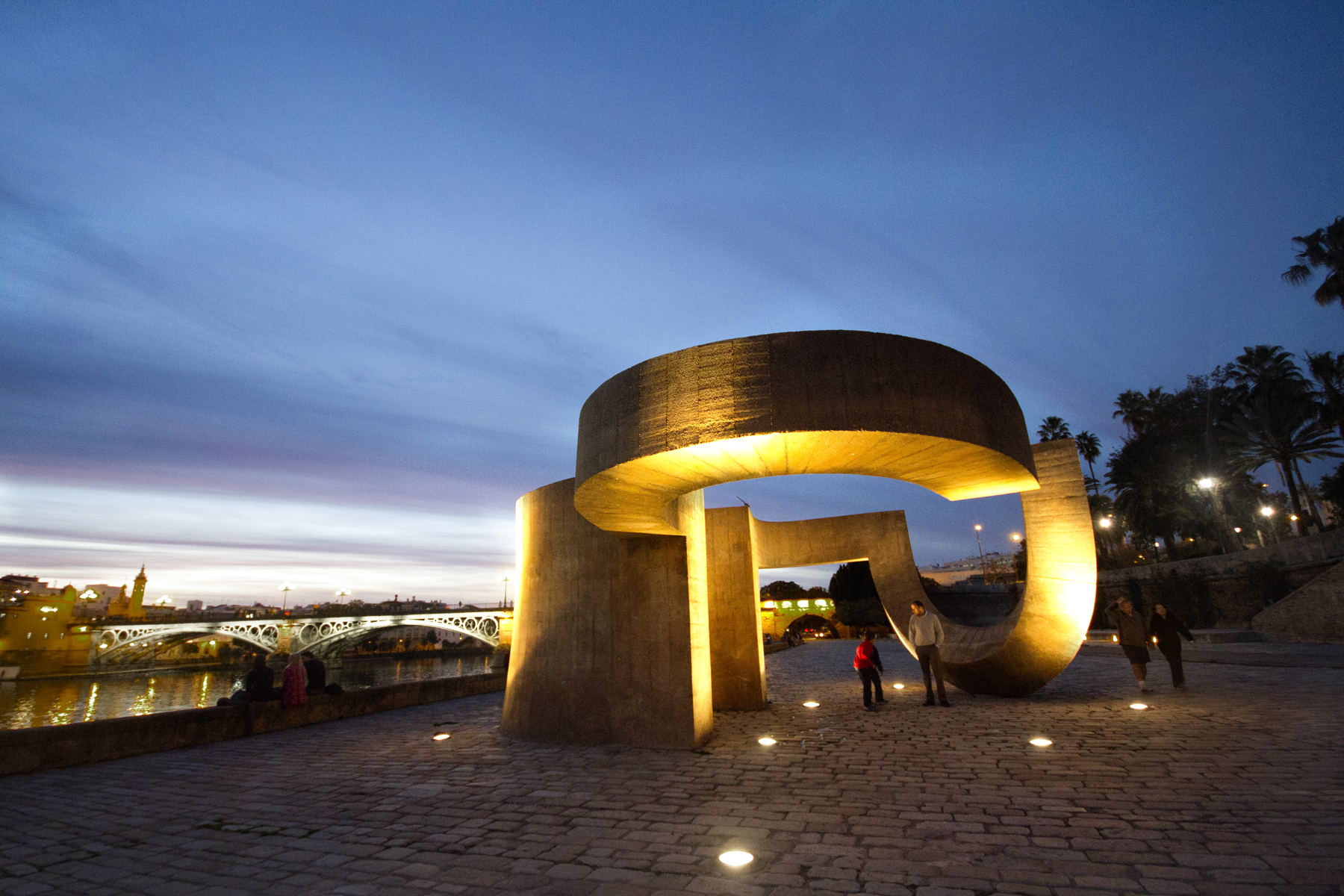

El Día Internacional de la Tolerancia  es una jornada que se celebra anualmente el 16 de noviembre desde 1996, fue proclamada por Asamblea General de las Naciones Unidas en ese mismo año.

## Proclamación
El Día Internacional de la Tolerancia fue proclamado por la Asamblea General de las Naciones Unidas el 12 de diciembre de 1996,  como una respuesta a la creciente necesidad de promover la comprensión y el respeto mutuo en un mundo cada vez más diverso. Esta proclamación siguió a la adopción de la Declaración de Principios sobre la Tolerancia por parte de los Estados miembros de la UNESCO el 16 de noviembre de 1995, la cual definió la tolerancia como el respeto, la aceptación y el aprecio por la diversidad cultural, las formas de expresión y las maneras de ser humanos. El objetivo de esta proclamación es subrayar que la tolerancia no es una forma de indulgencia ni de indiferencia, sino un valor esencial para la coexistencia pacífica y el respeto a los derechos humanos universales.

## Celebración
Se celebra el 16 de noviembre, fecha que coincide con la adopción de la Declaración de Principios sobre la Tolerancia de 1995. La primera celebración de este día tuvo lugar en 1996, con la participación de diversos países y organizaciones internacionales. Las actividades en esta jornada incluyen conferencias, seminarios, exposiciones y actividades educativas enfocadas en promover la importancia de la tolerancia y el respeto por la diversidad. Además, se organizan eventos culturales que resaltan la riqueza de las distintas culturas y tradiciones del mundo, buscando fomentar la armonía y el entendimiento mutuo. Los gobiernos, organizaciones no gubernamentales y centros educativos se involucran activamente en la sensibilización sobre la importancia de la tolerancia para garantizar la paz y la convivencia en sociedades multiculturales.

## Tema
- 2020: Promoting a Peaceful and Tolerant World with Love and Conscience,[6] ('Promoviendo un mundo pacífico y tolerante con amor y conciencia')
- 2021: Tolerance is respect, acceptance, and appreciation of the rich diversity of our world’s cultures, our forms of expression and ways of being human,[7] ('La tolerancia es respeto, aceptación y aprecio de la rica diversidad de las culturas de nuestro mundo, nuestras formas de expresión y maneras de ser humanos')
- 2022: United Human Values and Sustainable Development for All,[8] ('Valores humanos unidos y desarrollo sostenible para todos')
- 2023: Repite el de 2021[4]